# Осиновский (Белгородская область)
Осиновский — хутор в Губкинском районе Белгородской области. Входит в состав Юрьевской территориальной администрации. Расстояние до ближайшей железнодорожной станции Чаплыжное составляет 12 км.

## История
Населённый пункт был основан в 1923 году переселенцами из Тёплого Колодезя. По воспоминаниям местных жителей, название «Осиновский» появилось из-за того, что раньше здесь росли осины, которые затем вырубили на дрова.
Осиновский получил статус хутора в 1927 году. В 1930-е годах был образован колхоз имени Ворошилова. В 1934 году в хуторе открылась начальная школа. В нём также были сельский клуб, конюшня, коровья ферма и мельница.
В 1928 году хутор Осиновский вошёл в состав Скороднянского района Белгородского округа Центрально-Чернозёмной области. Вместе с селом Панки, деревнями Ивановка, Николаевка и хутором Михайловский он вошёл в состав Панковского сельского совета.
Во времена Великой Отечественной войны рядом с хутором проходили боевые действия и при раскопках было найдено большое количество гильз и снарядов, а в одном огороде нашли пулемёт. После освобождения хутора 1943 году его жительницы принимали участие в строительстве железной дороги.
В 1948 году колхоз имени Ворошилова вошёл в состав колхоза «Путь Ильича». После образования Белгородской области в 1954 году, хутор Осиновский вошёл в состав Панковского сельского совета Боброводворского района. В 1977 году был образован совхоз «Ивановский», специализировавшийся на выращивании картофеля и зерновых.
В 2011 году к Осиновскому была проложена дорога с твёрдым покрытием. В 2012 году было подключено центральное уличное освещение. В 2013 году была установлена новая водонапорная башня и станция обезжелезивания воды.

## Население
| 2002 | 2010 | 2011 | 2013 | 2015 | 2016 |
| ---- | ---- | ---- | ---- | ---- | ---- |
| 34   | ↘16  | ↗21  | ↗29  | ↘26  | ↗28  |